# Desmocerinos
Desmocerinos (Desmocerini) é uma tribo monotípica de cerambicídeos da subfamília Lamiinae, com distribuição na região neoártica.

## Gênero
- Desmocerus (Dejean, 1821)